# Linognathus oviformis
Linognathus oviformis är en insektsart som först beskrevs av Rudow 1869.  Linognathus oviformis ingår i släktet Linognathus och familjen nötlöss. Inga underarter finns listade i Catalogue of Life.